# ناحیه الم کریک، شهرستان مارتین، مینه سوتا
ناحیه الم کریک (به انگلیسی: Elm Creek Township) یک منطقهٔ مسکونی در ایالات متحده آمریکا است که در شهرستان مارتین، مینه‌سوتا واقع شده‌است.
 ناحیه الم کریک ۹۳٫۷ کیلومتر مربع مساحت و ۲۰۹ نفر جمعیت دارد و ۳۸۷ متر بالاتر از سطح دریا واقع شده‌است.